# Аминдомаярви
Аминдомаярви — озеро на территории Воломского сельского поселения Муезерского района Республики Карелии.

## Общие сведения
Площадь озера — 1,7 км², площадь водосборного бассейна — 9,12 км². Располагается на высоте 164,1 метров над уровнем моря.
Форма озера продолговатая: вытянуто с северо-запада на юго-восток. Берега каменисто-песчаные, местами заболоченные.
Из юго-восточной оконечности озера берёт начало река Аминдомаоя, втекающая в реку Волому, впадающую в Сегозеро.
В озере расположено не менее трёх безымянных островов различной площади.
Код объекта в государственном водном реестре — 02020001111102000007703.